# Penningsveer
Penningsveer (52° 24′ N, 4° 41′ L) é uma cidade dos Países Baixos, na província de Holanda do Norte. Penningsveer pertence ao município de Haarlemmerliede en Spaarnwoude, e está situada a 3 km, a leste de Haarlem.